# Station Welwyn Garden City
Welwyn Garden City is een spoorwegstation van National Rail in Welwyn Garden City, Welwyn Hatfield in Engeland. Het station is eigendom van Network Rail en wordt beheerd door Govia Thameslink Railway. Het station is geopend in 1926.